# Phasia caudata
Phasia caudata är en tvåvingeart som först beskrevs av Villeneuve 1932.  Phasia caudata ingår i släktet Phasia och familjen parasitflugor.
Artens utbredningsområde är Taiwan. Inga underarter finns listade i Catalogue of Life.